# Шаран
Шаран (лат. Cyprinus carpio) је слатководна риба са коштаним скелетом кошљорибе и истовремено припада и мекоперкама и породици шарана. Назива се још и крап, крмача, дунавски лисац.

## Опис и грађа
Шаран живи у мирним и топлијим водама и може да достигне дужину од једног метра и масу и преко 20 kg. Има издужено, обло тело и крупну главу на којој су уста окружена са четири израштаја у виду бркова. Може се образовати и израштај у облику цеви којом шаран усисава храну са речног дна. Има пар грудних и пар трбушних пераја и једно подрепно, репно и леђно које почиње оштром жбицом. Леђна страна тела је различито обојена у зависности од станишта на коме живи, док је трбушна углавном светлија. Карактеристичан је по својим високим масивним леђима и релативно малој глави.
Постоје три врсте шарана:
- чешки шаран чије је тело прекривено крљуштима,
- дивљи шаран који има крупније крљушти и
- голаћ без крљушти.[2]

Шаран је најзначајнија риба равничарских река како са спортског, тако и са привредног аспекта. Од свих риба најчешће се налази на нашим трпезама - рибњачки шаран – голаћ - (лат. Cyprinus carpio morpha hungaricus). Рибњачки шаран је селекционисан да има што већи прираст уз обиље хране. Профил дивљака (лат. Cyprinus carpio morpha regina) мења се између 3,5 до 4,5, тело му прикривају велике крљушти, одозго је браон, са стране златно жут, а стомак му је светложуте боје. Профил рибњачког шарана је 2 до 2,5 kg.

## Навике, станиште, распрострањеност
Домовина шарана је Азија, али данас настањује све континенте. Први шарани у Европу су дошли још за време римског царства. У то време се шаран сматрао несвакидашњим кулинарским деликатесом. Из Европе је пресељен у Северну Америку и Аустралију.
Шаран обично бира канале, језера, па и мирније реке, па га стога у Дунаву ређе налазимо. Постоји и тзв. Чешки шаран, који такође спада у рибњачке шаране. Он има крљушти, али се много разликује по облику од правог дивљака. Здепаст је и има изразито стрма леђа. Прави дунавски оклагијаш је риба вретенастог облика и насељава готово све низијске реке. Често га зову и „дунавски лисац“, јер дуго испитује мамац, па га је тешко уловити.

## Размножавање
Шаран полну зрелост достиже између четврте и шесте године живота (у топлијим пределима). У нашем поднебљу почиње да се размножава у 3 - 4 години живота. До 3. године шаран може достићи дужину до 35 cm и тежину око 1 - 1250 г.
Иако је ова риба позната по великој плодности - око 180 000 зрнца по 1 кг икре, веома мали део јајашаца опстане, јер бивају поједена од стране других животиња у води. Мрести се од априла до маја, када избацује од 200 000 до 700 000 јајашаца која се развију за 8 дана. Икра шарана се може наћи током маја - јуна по камењу и воденим биљкама.

## Риболов
Шаран је слатководна риба, веома прилагодљива и отпорна на промене у средини у којој се налази. То је и разлог зашто је једна од најпопуларнијих риба које се пецају у свету. Након 500 година селекције, данас постоји велики број подврста шарана. Такође је и једна од риба које су прославиле реку Дунав, а на Балкану је најраспрострањенија риба за риболов. Због проблема са уништавањем икре и несавесне риболовачке политике и самих риболоваца, бројност ове рибе сваке године се смањује.
Шаран се најбоље хвата на удице са кукурузом. Најуспешнији риболов је током пролећа и јесени, када се ова риба најлакше пеца. Успешно се хвата у мраку или када је облачно, за време или након кише. Лети се најбоље пеца предвече или ујутру.

## Узгој у рибњацима
Рибњаци су вештачки изграђена или прилагођена језера, која се по жељи могу празнити или пунити водом. У систему копнених вода заузимају посебно место, јер су под већим утицајем човека него било који други тип копнених вода. Шарани се узгајају у топловодним рибњацима, дубине 1-2 м. Због мале дубине у хемијским и биолошким процесима значајну улогу има температура воде, која се креће се од 20 до 27 °C. При нижим температурама шаран не постиже оптималан раст, а при сувише високим, поготово у присуству органске материје и амонијака, долази до појаве различитих болести.
Прихрањивање шарана у рибњаку врши се на одређеним, коцима или пловцима означеним местима. Број таквих хранилишта одређује се према величини рибњака и интензитету производње а она морају бити на дубини од 1 до 1,5 m где су донекле заштићена од водених птица. Храна се на хранилишта довози чамцем за избацивање хране, или обичним чамцем из кога се храна избацује ручно, лопатом. Данас су све чешће у употреби аутоматске хранилице и самохранилице за прихрањивање конзумног шарана, нарочито на малим рибњацима. Оквирно, на 3 ха површине рибњака, односно 3000-5000 шарана иде једно хранилиште. Код аутоматских хранилица рачуна се на троструко већи број риба, односно 9000 до 15000 риба по једној аутоматској хранилици. Састав хране треба да буде: 40% кукуруза, 15% пшенице, 20% соје, 5% рибљег брашна, 20% јечма.
Да би били економски оправдани шарански рибњаци треба да су површине најмање 0.3 ха. У нашим климатским условима најбоље их је основати у равничарским подручјима, на надморској висини до 500 м. Порибљавање се врши шаранском млађи просечне тежине око 100 г, и то 15 000 комада по хектару. Конзумни шаран се узгаја до 1 кг по комаду.

### Историја узгоја шарана
Занимљиво је да су још Римљани узгајали шаране, док су Јапанци припитомили посебну врсту специфичне боје под називом кои, која се у Јапану сматра симболом среће и благостања. Најбољи селекционари крупне врсте шарана били су чешки монаси из Бохемије. Тамо су се одгајали врсте шарана које су имале све већи кулинарски значај, јер су се спремали веома лако. И дан данас Чешка је остала највећи светски извозник шарана.

## Шаран као храна
Иако је шаран једна од риба које су прославиле реку Дунав, ова намирница често се користи у разним кухињама широм света. Код нас је једна од најпознатијих домаћих риба. Може да достигне величину и до 1 м и тежину од преко 20 кг, али су за печење најбољи они од око 3 кг, а за поховање и пржење и мањи. Укусно месо шарана је меко, кремасто, чврсте структуре, а такође је веома сочно и укусно. Што је риба већа, месо је мекше и масније. Сматра се да су најукуснији шарани крајем лета и јесени, када ова риба већ има доста масти за зимске месеце. Најбоље се спрема у потпуности свеж шаран у облику котлета (шницли), а најбољи су они од шарана тежине до 1.5 кг. Код њих није потребно да се кичмени стуб уклања уздужно, као што је то случај са великим рибама. Шаран има велике кости са којих се месо лако скида. Такође се и крљушт лако уклања ако се риба потопи на 2-3 минута у врућу воду.
Шаран је доста масна и хранљива риба, а количина масти у њему зависи од услова и места где је риба расла. Месо шарана спада у групу најквалитетнијих животних намирница. Калоријска вредност је мала, лако се вари и брзо апсорбује. Богат је извор минерала, као и витамина групе А, Д, Б, који важе за природне антиоксидансе. Нутритивна вредност меса шарана је висока - 100 kCal/100 гр, од чега је 18% протеина, 3% масти и 1% минерала.
| Енергетска вредност    | 127 kCal |
| Протеини               | 17,83 г  |
| Угљени хидрат          | 0 г      |
| Шећери                 | 0 г      |
| Влакна                 | 0 г      |
| Масти                  | 5,6 г    |
| Од чега засићене       | 1,1 г    |
| Омега-3 масне киселине | 0,6 г    |
| Холестерол             | 66 мг    |
| Калцијум               | 41 мг    |
| Калијум                | 332 мг   |
| Фосфор                 | 415 мг   |

Месо шарана обилује полинезасићеним масним киселинама Омега 3, и Омега 6, због чега повољно утиче на метаболизам. Икра шарана је посебан деликатес.
Од шарана се могу припремати разна јела као што су чорбе, ђувечи или паприкаши. Ипак, најукуснији је као главно јело, печен или пржен. Шаран се најбоље пече цео, добро зачињен црним и белим луком. Може се пећи и на пиринчу, разном поврћу, подварку и слично.
- Чорба од шарана
- Шницле од шарана на жару
- Печени шаран
- Шаран печен у кори од соли
- Димљени шаран
- Пржени шаран
- Шаран у маринади

### Шаран у српској кухињи
Шаран је једна од најпопуларнијих риба код нас, а код неких балканских народа део је традиције и веровања. Осим што се за славу Св. Николе једе Никољдански шаран, шаран се припрема и за остале славске трпезе током периода поста. За православне вернике Божићу претходи шестонедељни Божићни пост, затим следи серија посних слава, чије трпезе такође захтевају посна јела, а пре свега рибу. Осим тога ова риба се на нашим просторима једе током целе године, а један од најпопуларнијих рецепата је димљени шаран.

### Никољдански шаран
У Србији је традиција да се на за славу Свети Никола, која пада у време поста, припрема шаран, печени, пуњени или пржени. Ова традиција повезана је са веома интересантном легендом. Једном када је Свети Никола чамцем пловио по мору, дигла се јака бура која је пробила чамац. Како би спасио чамац, себе и своје сапутнике, овај светац је ухватио једног шарана и њиме запушио место где се чамац пробио.
Од тада се за Сетог Николу приноси риба као жртва. У већини случаја је то шаран, јер се он сматра слугом овога свеца. Након прославе празника се кости овог шарана не бацају, већ се запале. Када изгоре закопају се у земљу или се пуштају низ реку. према веровању, на тај начин ће се породично благостање и плодност повећати.
Старије жене су традиционално зашивале кости шарана на дечије капе, и то у облику крста. Ова амајлија је требало да чува децу од злих сила и урока.
У Кини и Јапану се према традицији девојчице по рођењу благосиљају да расту здраве, паметне и јаке, као и сам шаран.

## Потенцијално нејестиви шарани

### Шарани из стајаћих вода
Шарани се доста гаје у рибњацима. товљени шаран обично није сав прекривен крљуштима или је чак сасвим без њих. Понекад се дешава да шаран из рибњака или стајаћих вода има доста неугодан мирис на муљ. Таквог шарана, ако је жив, треба без хране држати дан два у свежој води, коју треба често мењати. Уколико риба није жива, треба је очистити и ставити у хладну воду у коју је додато мало сирћета или неколико кришки лимуна и ту воду треба променити 4-5 пута, на сваки сат. Такав шаран се иначе мора много јаче зачинити, најбоље са доста белог лука или ароматичног биља, како би се мирис на муљ што више изгубио.

### Шарани из загађених вода
Конзумирање шарана који живе у загађеним рекама може бити штетно по здравље. Наиме, ова риба није пробирач у погледу хране и може апсорбовати и акумулирати у свом организму различите штетне материје из воде (оксиди штетних метала, нафтних деривата и других). Ипак, не постоје озбиљне контраиндикације за употребу меса шарана, осим у случајевима индивидуалне нетолеранције или алергије. Такве реакције се обично сазнају после првог уноса алергена кроз храну. Конзумација шарана се не препоручује трудницама и дојиљама које имају такве алергије у породичној анамнези, како не би угрозиле своје или здравље детета.